# Johann Nathanael Lieberkühn
Johann Nathanael Lieberkühn (né le 5 septembre 1711 à Berlin – mort le 7 octobre 1756 dans la même ville) est un médecin prussien. Son deuxième prénom est parfois mal orthographié ou prononcé en Nathaniel.
Il est connu pour son invention du microscope projectif solaire, et pour la découverte des glandes exocrines intestinales qui portent son nom (cryptes ou glandes de Lieberkühn).

## Biographie
Johann Nathanael Lieberkühn est le fils d'un orfèvre. Selon la volonté de son père qui souhaitait le voir théologien, il étudie  d'abord la théologie durant trois ans, à l'Université de Halle, puis à l'Université d'Iéna où il étudie aussi les mathématiques, la mécanique et la philosophie de la nature. Il se distingue par son adresse et son habileté pour les observations de sciences naturelles.
En 1733, son père l'envoie à Rostock pour commencer une carrière de prédicateur, mais son aptitude aux études scientifiques est remarquée par le théologien Johann Gustav Reinbeck (de) (1683-1741) qui l'introduit auprès du roi de Prusse Frédéric-Guillaume Ier.
Après la mort de son père, et avec la permission du roi, Lieberkühn abandonne la théologie pour se consacrer entièrement aux sciences naturelles. En 1735, il entre à l'Académie royale des sciences de Prusse à Berlin, travaille et étudie dans plusieurs institutions, dont l'Académie des Curieux de la nature ou Leopoldina.
Finalement il s'oriente vers des études médicales, s'intéressant plus particulièrement à la chimie et l'anatomie. Il se rend en Hollande pour être élève d'Hermann Boerhaave à l'Université de Leyde, dont il devient docteur en médecine en 1739.
En 1740, il voyage à Londres et à Paris pour présenter ses travaux. La Royal Society de Londres le reçoit alors comme membre. De retour en Allemagne, il s'inscrit au collège médico-chirurgical de Berlin pour pratiquer la médecine de ville, jusqu'à sa mort en 1756, à l'âge de 45 ans.

## Travaux

### Microcoscope projectif solaire

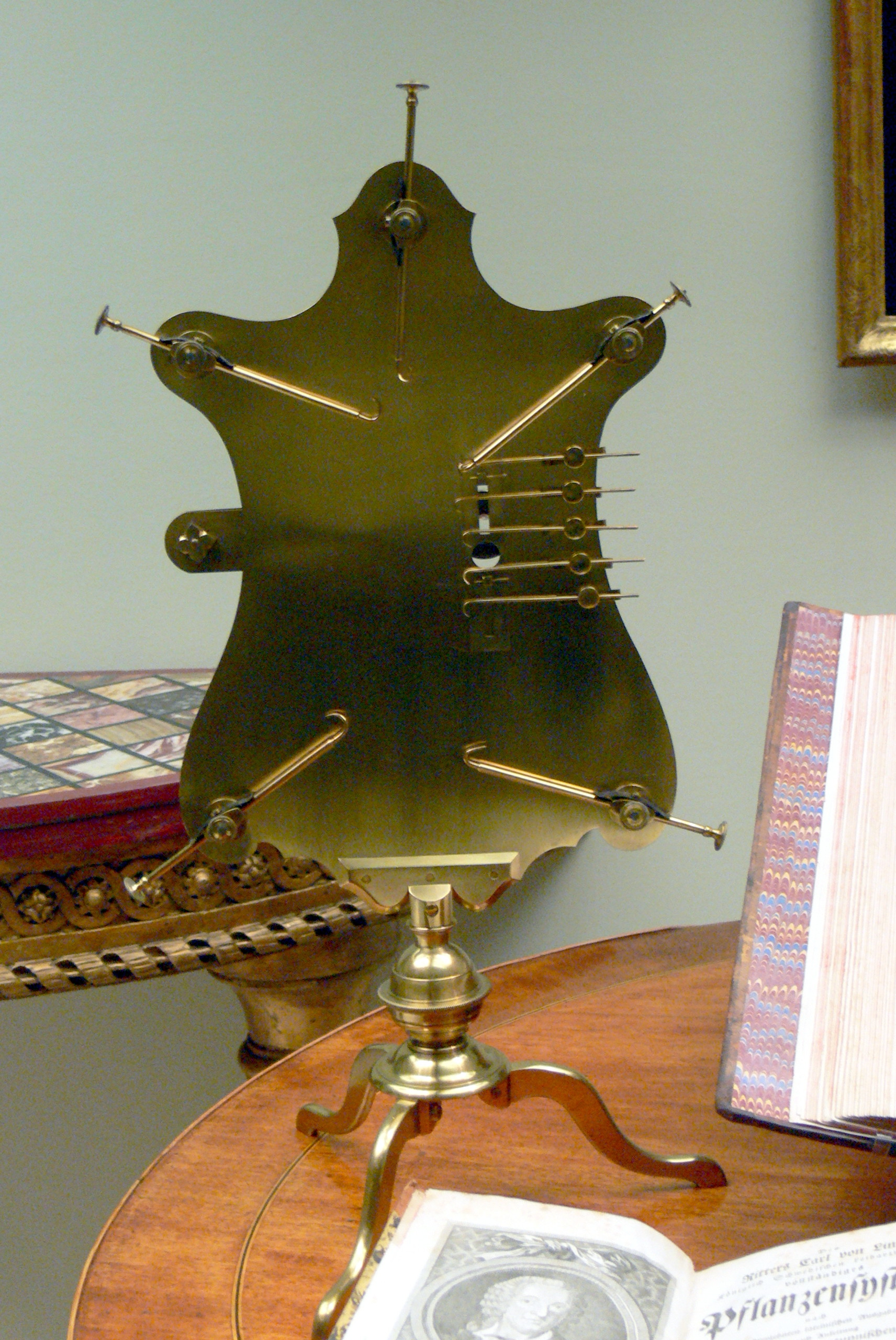
Planche à disséquer (grenouille ou petit animal) de Lieberkühn en 1734.

Vers 1739, Lieberkühn améliore le microscope solaire en utilisant un petit réflecteur concave, fait d'argent finement poli, et qui peut se fixer autour de l'objectif.  Un objet opaque peut ainsi être illuminé par la réflexion directe de la lumière solaire ou tout autre source de lumière.
Cependant, la concentration de lumière peut chauffer la préparation, ce qui en limite l'intérêt. Le fabricant anglais de microscopes John Cuff (en) (1708-1772) ajouta plus tard un miroir au modèle de Lieberkühn permettant de contrôler la lumière de façon plus précise.
Lieberkühn a pu cependant étudier les fines structures vasculaires de tissus morts (préparés et préservés)  ou vivants. Il utilisait parfois des microscopes spécialement adaptés pour observer des préparations particulières.
Par exemple, il met au point des « microscopes anatomiques ou de dissection » pour observer la micro-circulation de petits animaux vivants, comme la grenouille. Les microscopes sont munis de crochets pour maintenir l'animal, et placés de façon à étudier la partie de l'animal à examiner.

### Glandes de Lieberkühn
Ses recherches d'anatomie microscopique portent principalement sur le système digestif. En étudiant les villosités intestinales, Lieberkühn décrit en détail la structure et les fonctions de nombreuses glandes digestives. Il les fait apparaître par des injections minutieuses de colorants ou divers mélanges à base de cire, de térébenthine, de colophane ou de résines.
Ces cryptes ou glandes de Lieberkuhn produisent des enzymes et autres substances nécessaires aux processus de digestion et d'absorption.

### Préparations anatomiques
Durant sa dernière période berlinoise, Lieberkühn rassembla une collection de plus de  400 préparations anatomiques réalisées au cours de sa vie. Il s'agissait de tissus vascularisés de divers animaux, soit préservés dans un liquide, soit séchés et conservés, soit en préparations microscopiques (tissus pulmonaires).
Ces objets étaient en vogue au XVIIIe siècle, outre leur intérêt scientifique ou de curiosités, ils étaient prétexte à un esthétisme baroque, ou à une réflexion morale sur la vie et la mort. Certains, par leur perfection technique, étaient très recherchés et considérés comme des œuvres d'art.
Après sa mort en 1756,  la collection de Lieberkühn, et tous les instruments qu'il avait créés et gardés, furent achetés par un marchand parisien qui la revendit en la dispersant à plusieurs musées ou personnes intéressées. Des spécimens anatomiques ont pu être préservés jusqu'au début du XXIe siècle. Par exemple, ceux acquis par la Grande Catherine de Russie en 1765, sont toujours au Musée d'Anatomie de l'Académie de Médecine Militaire de Russie,.

## Publications
- Dissertation de valvula coli, Leyde, 1739.
- De fabrica et actione vollorum intestinorum tenuium hominis, Leyde, 1745.
- Ré-impression des deux mémoires ensemble, Londres, 1782.